# 南锡国立高等矿业学校
南锡国立高等矿业学校（法語：École Nationale Supérieure des Mines de Nancy）创建于1919年，是法國一所高等教育学府。学校建立之初，所在地洛林省隶属于德国，旨在培养矿业开采方面的工程师。经过近一个世纪的演变，该学校已经成为一所综合性的工程师学校。